# Diadasia nitidifrons
Diadasia nitidifrons är en biart som beskrevs av Cockerell 1905. Diadasia nitidifrons ingår i släktet Diadasia och familjen långtungebin. Inga underarter finns listade i Catalogue of Life.